# Hartslag van de stad
Hartslag van de stad is een lied van de Nederlandse zangers Tino Martin en Mart Hoogkamer. Het werd in 2023 als single uitgebracht.

## Achtergrond
Hartslag van de stad is geschreven door Billy Dans, Stefan van Leijsen, Sasha Rangas, Mart Hoogkamer, Brandon Sap en Tino Martin en geproduceerd door The Companions. Het is een nummer dat past in het genre nederpop en volkspop. Het lied gaat over stappen, plezier hebben met elkaar in de kroeg en hun vriendschap. Het is de eerste keer dat de twee artiesten, die al jarenlang met elkaar bevriend waren, met elkaar samenwerken. De artiesten vertelden dat het al lange tijd een wens was om een samenwerking aan te gaan, maar dat het door drukke agenda's er niet van kwam. Toen ze samen de studio ingingen, was het binnen een uur af. De bijbehorende videoclip is opgenomen in Brussel.

## Hitnoteringen
De artiesten hadden succes met het lied in de hitlijsten van Nederland. Het piekte op de dertiende plaats van de Nederlandse Single Top 100 en stond twintig weken in deze hitlijst. In de Nederlandse Top 40 kwam het tot de achttiende plaats in de achttien weken dat het in deze lijst te vinden was. 